# Larrio Ekson
Larrio Ekson (New York, 1946) è un ballerino e coreografo statunitense.
Attore dell'avanguardia teatrale newyorkese, Ekson partecipa ad esperienze di Living Theatre e di La Mama e studia danza con Alwin Nikolais e Murray Louis.
Arrivato in Francia nel 1970, entra a far parte del Gruppo di Ricerca Teatrale dell'Opéra de Paris (GRTOP) diretto da Carolyn Carlson dal 1975 al 1980.  Seguendo la sua direttrice, danza al Teatro La Fenice di Venezia creando delle proprie coreografie.
Ha brillantemente interpretato King Lear-Prospero di Maurice Béjart nel 1994. Nel 2011, in occasione dei 40 anni di attività artistica, gli è stata dedicata una monografia dal titolo Remembrance, curata da Gabriele Romeo.

## Lavori

### Off-Off Broadway
- 1963 On the Tiwn
- 1964 You Can't Take it With You
- 1965 West Side Story nel ruolo di Tony
- 1967 Jonah an the Whale
- 1968 Shakespeare in the Park
- Caracas, Venezuela, Televisione Canal 8: La grande revista de la jueves
- 1968 Oklahoma
- 1968 South Pacific
- 1968 King and I
- 1968 Flower Ddrum Song di Roger & Hammerstien.

### Film
- 1974 Attore in Noroit di Jacques Rivette, con Géraldine Chaplin e Bernadette Laffont.
- 1984 Attore-danzatore-coreografo in Exit-Exil di Luc Monheim, con Frédérique Hender, Magali Nnoel e Philippe Leotard.
- 1987 Coreografia di Mimetismes, un film pubblicitario girato per la Lancôme, realizzato da Hilton Mc Connico.
- 1990 Danzatore in La Barque Sacree, un film di 52' di Marlène Ionesco, con Carolyn Carlson e Yorma Uoutinen sul mito di Iside ed Osiride; diffuso su FR3 e la SEPT.
- 2000 Coreografo e danzatore in Le Reve D'Othello, un film di 21' di Marlène Ionesco, con Agnès Letestu, Danzatrice-Etoile de l'Opéra de Paris.

### Varietà
- 1974 In cartellone a l'Olympia con Dalida
- 1978 In cartellone a l'Olympia con Nicole Croisille
- 1992 Prende parte con Guesh Patti ad una emissione televisiva di Mitterand su Antenne 2
- 1992-1993 Coreografo di Illusions, uno spettacolo di Ute Lemper, della quale è il partner durante la sua tournée internazionale Larrio Ekson partecipa a numerosi film pubblicitari, di cui uno anche in Giappone; ha preso parte a delle sfilate di moda con Denise SARRAUTE nelle maggiori capitali per Krizia e Nino Cerruti. Ha collaborato con Carolyn Carlson al lancio pubblicitario del profumo 1881 di Cerruti alla Maison de verre a Parigi nel 1987.

### Coreografie
- 1975 IL Y A JUSTE UN INSTANT con Carolyn CARLSON a l'Opéra di Parigi
- 1979 ROUND ABOUT NOW solo e duo con Carolyn CARLSON al Théâtre des Bouffes du Nord
- 1982 ONE TWO TWO ET RAMBLING con Luisa CASIRAGHI al Festival di Venezia
- 1983 UNDERWOOD con Carolyn CARLSON al Teatro Malibran di Venezia
- 1984 PAOLA SUITES Crociera della Danza con Colette MALYE
- 1985 SATURDAY MATINEE commedia musicale con Juliet NAYLOR al Théâtre de La Ville
- 1987 CHANGING PLACES al Théâtre d'Alençon
- 1988 SHADOWS OF THE MOON con MOUGEOLLE a Vincenza
- 1988 IN FLIGHT installazione per Colette MALYE e Wilfrid ROMOLI, primo Danzatore a l'Opéra de Parigi
- 1988 ORFEO omaggio a COCTEAU al Teatro Petruzelli di Bari
- 1989 LAR and COL con Colette MALYE al Théâtre de Choisy-le-Roi
- 1991: L'ESPOIR avec Virginie Richard
- 1992 WHAT'S HAPPENING IN THE WORLD TODAY? con la compagnia IL MOMENTO al Teatro Verdi di Genova
- 1992 HOMMAGE A MAN RAY a Piazza San Marco, Venezia
- 1994 COMING AND GOING con gli allievi de Ecole Nationale Supérieure de Danse du Ballet de Marseille
- 1995 ENTRE CIEL ET TERRE con gli allievi de Ecole Nationale Supérieure de Danse du Ballet de Marseille
- 1996 LIGHT FROM THE ABYSS installazione a Venezia con Carolyn CARLSON e C. SAGNA
- 1996 TWELVE IN A NOCTURN GARDEN e FROM UNDER THE ABYSS con gli allievi de l'Ecole Nationale Supérieure de Danse du Ballet de Marseille
- 1996 LA STRADA al Théâtre de Caen con L. DI NATALE, M. ZMÖELING e N. FUCHS, ripresa poi al Théâtre de Rouen nel 1997
- 1997 BLACK ON WHITE e CHANT DE LA MERE con gli allievi de l'Ecole Nationale Supérieure de Danse du Ballet de Marseille
- 1998 HOMMAGE A EDITH PIAF con gli allievi de l'Ecole Nationale Supérieure de Danse du Ballet de Marseille
- 1999 JEALOUSY installazione mondiale al Théâtre de SAINT-QUENTIN-EN-YVELINES con Agnès LETESTU, Danzatrice-Etoile de l'Opéra de Paris
- 1999 A MOTHER'S SONG installazione mondiale in versione integrale con SADAMATSU-HAMADA Ballet Company di Kobe (Giappone)
- 2000 RUNNING OUT OF TIME installazione mondiale per il MBC Ballet a Thousand Oaks Civic Arts Plaza di Los Angeles